# Miracast
Miracast ist ein Peer-to-Peer-Funk-Screencast-Standard, der 2012 von der Wi-Fi Alliance definiert wurde. Er wird als offener Standard gegenüber Apples AirPlay, Samsungs Screen Mirroring und Intels Wireless Display (WiDi) angesehen, obwohl die Spezifikationen des Standards den Entwicklern nur nach der Bezahlung eines hohen Geldbetrages zur Verfügung gestellt werden. Der Standard ermöglicht unter anderem, den Bildschirminhalt eines Smartphones oder eines Rechners, etwa für Präsentationen, auf einen großen Monitor oder Videoprojektor zu übertragen. Auch Szenarien wie das Streamen von Fernsehprogrammen von einem TV-Receiver auf einen Tabletcomputer sind möglich. Voraussetzung für Miracast ist ein WLAN-Modul an Sender und Empfänger. Hierbei benötigt Miracast keine Integration in ein komplettes drahtloses Netzwerk, da die Verbindung zweier beliebiger Geräte untereinander jeweils durch den WiFi-Direct-Standard realisiert wird. Wi-Fi Direct als Basis für Miracast hat den Vorteil, dass für die Nutzung kein Zugang zu einem WLAN-Netz notwendig ist. Dies erleichtert vor allem die Verwendung für Fremdpersonen, die z. B. nur eine Präsentation drahtlos zu einem Beamer schicken wollen. Es ist bei Miracast auch möglich, Verbindung zu einem WLAN über einen Router oder Access-Point aufzubauen und gleichzeitig eine Miracast-Verbindung zu aktivieren. Im Miracast-Standard ist ebenfalls die drahtlose Verbindung von Eingabegeräten des Empfangsgerätes mit dem Sender spezifiziert, somit wird beispielsweise die Anbindung eines externen Touchscreens ermöglicht.
Das offizielle Android-Betriebssystem unterstützt ab Version 4.2 Jelly Bean bis zur Version 6.0 Marshmallow den Miracast-Standard. Damit ist das Google Nexus 4, das mit Android 4.2 ausgeliefert wurde, das erste Android-Smartphone mit Miracast-Unterstützung. Miracast ist ähnlich im Betriebssystem eingebettet wie AirPlay in Apples iOS. Auch Blackberry OS 10, Microsoft Windows und Windows Phone ab der Version 8.1 unterstützen Miracast.

## Überblick
Miracast erlaubt es mobilen Geräten, Videos von bis zu Full HD (1080p) mit 5.1-Surround-Sound (AAC sowie AC3 sind optionale Codecs, vorgeschrieben ist allerdings die Unterstützung von LPCM mit 16 bit bei 48 kHz mit 2 Kanälen) sicher zu einem kompatiblen Anzeigegerät zu senden.

## Kompatible Betriebssysteme im Überblick
- Android ab Version 4.2 (Jelly Bean), wieder entfernt mit Version 6.0 (Marshmallow)
- Windows ab Version 8.1
- einige Windows Phones ab Version 8.1 sowie Windows 10 Mobile
- Blackberry 10 ab Version 10.2.1

## Geräte
Intels WiDi-Treiber unterstützen ab Version 3.5 (Oktober 2012) zusätzlich das Senden an Miracast-Empfänger. Neben Intel wollten auch die Hersteller Broadcom, Marvell, MediaTek, Ralink und Realtek den Standard in ihren Produkten integrieren. Die ersten für den Endverbraucher erhältlichen Geräte sind unter anderem das Google Nexus 4, LG Optimus G, Samsungs Galaxy S III, Sony Xperia L, T, V, Z, ZL & SP, Blackberrys ab OS 10.2.1 sowie LG-Smart-TV-Geräte 2013 (LA6208-LA8609, LN4607, LN5708, LN5758 und LN5778), Samsungs Echo-P-Series-Fernsehgeräte (Modelle ES7090 und ES8090), Philips-Fernsehgeräte des Jahres 2013 (Smart TVs 4508-8008) und Sony-Fernsehgeräte der Modellreihe W6, W8, W9 und X9.
Nvidia kündigte 2013 an, dass Miracast durch die weit verbreitete Tegra-3-Plattform unterstützt werden soll. Zudem haben andere große Chip-Hersteller wie Texas Instruments, Qualcomm und Marvell Pläne bekanntgegeben, eine Miracast-Unterstützung in ihre Produkte zu integrieren.
Um mit Miracast zwischen zwei Geräten eine Bildübertragung zu starten, müssen beide Geräte den Miracast-Standard beherrschen. Wenn das Wiedergabegerät diesen Standard nicht unterstützt, kann ein separater Miracast-Empfänger genutzt werden, der in den HDMI-Anschluss des Geräts gesteckt wird. Die Stromversorgung erfolgt via USB.
Unter Windows 8.1 erfordert Miracast eine entsprechende Treiberunterstützung. Für die Grafikseite ist ein WDDM-1.3-Treiber mit Miracast-Unterstützung Voraussetzung. Auf Netzwerkseite wird ein NDIS 6.3-Treiber gefordert. Die Miracast-Kompatibilität eines Windows-8.1-Systems, das als Sender verwendet werden soll, kann mit dem Diagnoseprogramm DxDiag getestet werden.
Mit dem Rollup Update für Windows 8.1 von August 2014 wurden von Microsoft API-Funktionen implementiert, die es Drittherstellern ermöglichen sollen, Windows-8.1-Geräte mit entsprechenden Software-Erweiterungen als Miracast-Empfänger zu betreiben.
Seit November 2014 gibt es den AirServer Universal der Firma AppDynamic. In der Windows-8.1-Variante der Software kann ein Windows-8.1-System, das von der Hardware her Miracast unterstützt, und auf dem aktuellen Patchstand ist (mindestens das August Rollup Update für Windows 8.1 ist installiert), als Miracast-Empfänger fungieren.
Windows-10-Mobile-Geräte mit Continuum-Unterstützung können zu Miracast-fähigen Displays bzw. Fernsehern schnurlos verbinden.

## Einschränkungen
Der industrielle Standard für Miracast entwickelte sich im Konsens der interessierten Hersteller (u. a. Intel, NVIDIA, Google, Microsoft, Texas Instruments und der Wi-Fi Alliance). Bei Miracast wird der komplette Bildschirm samt Ton von den Miracast-Funktionen des Betriebssystems zum Miracast-Empfänger übertragen. Die entsprechenden Publikationen sind außerhalb des beteiligten Kreises von Unternehmen nicht offen zugänglich.
Miracast ist auf Geräte beschränkt, die das 2010 durch die Wi-Fi-Allianz verabschiedete Wi-Fi Direct-Protokoll unterstützen.
Ein Problem ist in der Praxis die mangelhafte und unvollständige Implementierung des vom Herstellerkonsortium festgelegten Protokollumfangs in der Firmware diverser Miracast-Empfänger. Weiterhin existiert vom Miracast-Konsortium keine Test-Suite, an der Konformitätstests durchgeführt werden können. Dies führt in der Praxis zu der unschönen Situation, dass die Kopplung von Miracast-Quellen und Miracast-Empfängern zum Glücksspiel wird. Ein Betriebssystem-Update bei Windows 8.1 oder Android (ab 4.2.2) kann zur Verbesserung, aber auch zur Verschlechterung der Kompatibilität führen.
Alternative Funkwege nach dem Bluetooth-Standard sind bisher nicht mit dem Miracast-Ansatz abgeglichen, die Implementierungen und die dazu benutzten Profile sind nicht kompatibel. Informationen über hinreichende Bandbreiten für Videoübertragung sind nicht publiziert. Audioübertragungen mit Bluetooth sind wegen verschiedener technischer Anforderungen nicht ohne Weiteres mit Miracast vergleichbar, aber miteinander verträglich, wenngleich eine Zertifizierung bisher nicht publiziert wurde.